# Pillér

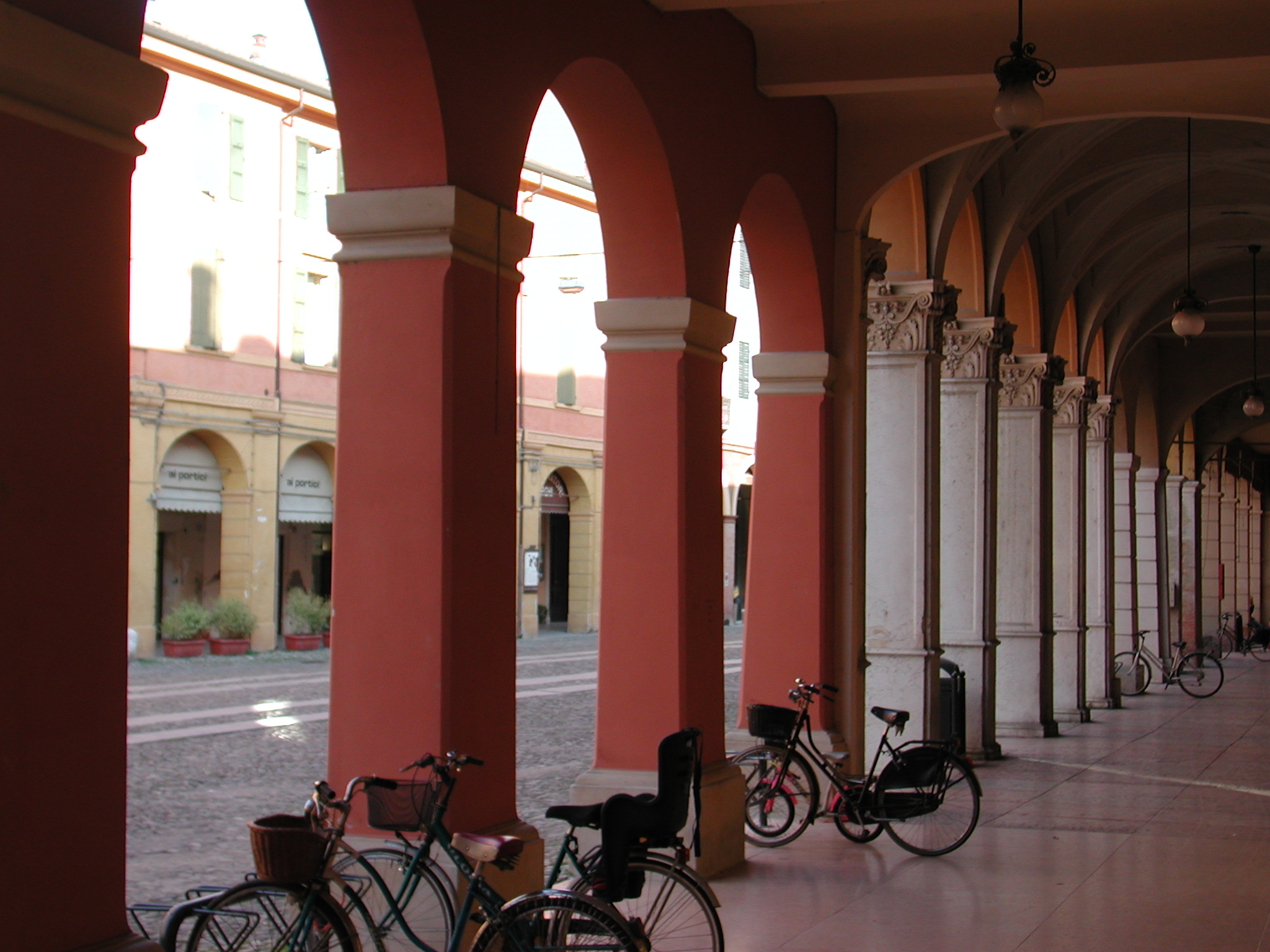
Egy árkád pillérei Correggióban

A pillér sokszög vagy kör keresztmetszetű, teher alátámasztására szolgáló építőelem.

## Épületpillér
Formája szerint létezik négyszögű, sokszögű, hengeralakú.
Az oszlop henger alakú (körkeresztmetszetű) pillér. Azonban az oszlop meghatározása nem egységes az építészeti szakirodalomban. Egyes szerzők egyszerűen minden körkeresztmetszetű pillért oszlopnak neveznek, mások csak azokat, amelyeknek van sudarasodása (entasis), megint mások csak a klasszikus oszloprendek valamelyikének megfelelő méretarányokkal rendelkező hengerpilléreket nevezik oszlopnak, az ennél arányaiban vastagabbakat vagy vékonyabbakat nem. A látszatra több, egymással összekötött oszlopból álló pillért pillérkötegnek, pillérnyalábnak nevezzük.
A támpillér a középkori, különösen a gótikus építészetben a falak (esetenként pillérek) oldalirányú megtámasztására szolgált. Tömege sokkal nagyobb  az oszlopénál, ezért alkalmas volt a  boltívekről és boltozatokról a pillérekre vagy falakra átadódó teher vízszintes (oldalirányú) összetevőjének ellensúlyozására.
A pillér részeinek elnevezése hasonlít az oszlopéra: pillérlábazat, pillértörzs és pillérfej. De a többi pillérnél az ilyen elnevezések jóval szabadabban használhatóak, mint az oszlopnál.
Nagy tömegük miatt ritkán monolitok a pillérek. Többnyire kváderekből vagy téglákból falazzák, illetve cementből öntik őket.

## Hídpillér
A hidak szerkezetének a partok között esetleg szükséges köztes alátámasztására szolgál. Ellentétben a hídfővel, amely a hídszerkezet végeit támasztja alá.
A hídpillér készülhet kőből, fából vagy vasból. A fából és vasból készülteket jármoknak is nevezik. Fából készült hídpilléreket csak fahidakhoz alkalmaznak. A kőből készült hídpillért, ha nincs kitéve a zajló jégnek, hosszas négyszög alaprajzzal, lefelé szélesedve szokták építeni. Ha ellen kell állnia a jégnek, akkor legalább a legmagasabb vízszintig félkör vagy csúcsíves alaprajzú előfejekkel látják el.

## Lásd még
- Pilaszter